# Châteauvillain
Châteauvillain település Franciaországban, Haute-Marne megyében. Lakosainak száma 1512 fő (2022. január 1.). Châteauvillain Latrecey-Ormoy-sur-Aube, Orges, Pont-la-Ville, Richebourg, Silvarouvres, Blessonville, Bricon, Coupray, Cour-l’Évêque és Dinteville községekkel határos.

## Népesség

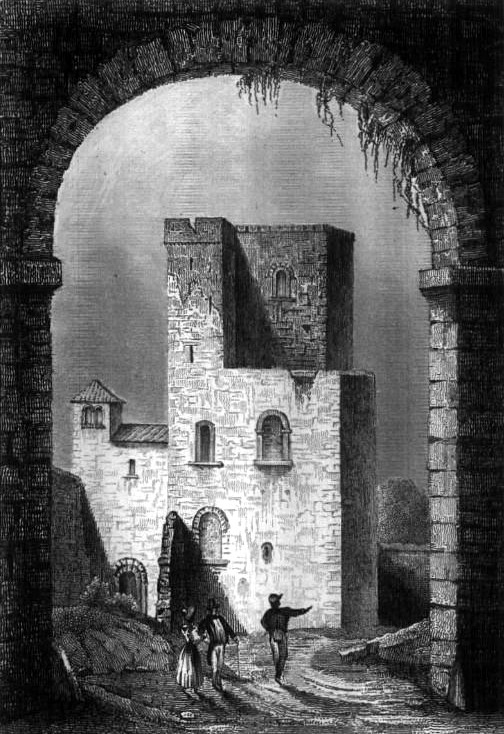

A település népességének változása:
| Lakosok száma | 1242 | 1707 | 1760 | 1654 | 1625 | 1607 | 1584 | 1579 | 1573 | 1512 |
|               | 1968 | 1982 | 1990 | 2006 | 2013 | 2015 | 2017 | 2019 | 2020 | 2022 |